# Kōmyō
Kōmyō (光明, 11 de janeiro de 1322 – 26 de julho de 1380) foi o segundo imperador da Corte do Norte do Japão. Segundo documentos históricos anteriores ao período Meiji, Kōmyō reinou entre 1336 e 1348. Antes de ascender ao trono, o seu nome pessoal era Yutahito (豊仁).

## Biografia
Kōmyō foi o segundo filho do imperador Go-Fushimi. A sua mãe foi Yasuko, filha de Saionji Kinhira. Assumiu o trono aos quatorze anos de idade, em 20 de setembro de 1336, no momento em que Ashikaga Takauji se revoltou contra o imperador Go-Daigo e durante a Restauração Kenmu. Ashikaga foi para Quito e Go-Daigo fugiu para o Monte Hiei. O príncipe foi então coroado com o nome de Kōmyō, dando início a Corte do Norte. Go-Daigo fugiu para Yoshino e fundou a Corte do Sul.
A 18 de novembro de 1348, aos 26 anos, este abdica do poder em favor do filho mais velho do seu irmão, o Sukō. Em 1352, durante a revolta Kan'ō, o Imperador do Sul, Go-Murakami chega a Quioto e captura Komyo, juntamente com Kōgon, o Imperador Sukō e o príncipe herdeiro. Durante a reunificação Shōhei, este foram colocados sob prisão domiciliar na província de Yamato, em Yoshiro. Em 1355, Kōmyō regressa a Quioto, tornando-se mais tarde monge. Em 1380 falece com a idade de 58 anos.